# Georgi Alexejewitsch Uschakow

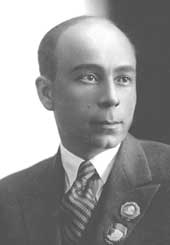
Georgi A. Uschakow

Georgi Alexejewitsch Uschakow (russisch Георгий Алексеевич Ушаков; * 17. Januarjul. / 30. Januar 1901greg. in Lasarewo, Oblast Amur; † 3. Dezember 1963 in Moskau) war ein sowjetischer Geograph und Polarforscher.

## Leben

### Frühe Jahre
Uschakow verlebte eine abenteuerliche Kindheit. Schon im Alter von zehn Jahren begleitete er seine Brüder oft auf ihren Großwildjagden durch die Taiga des Amurgebiets. 1916 lernte Uschakow in Chabarowsk, wo er die Schule besuchte, den Forschungsreisenden Wladimir Arsenjew kennen und schloss sich ihm einen Sommer lang an. Nach der Oktoberrevolution schloss er die Mittelschule ab und besuchte das Lehrerseminar in Chabarowsk, bis er ab September 1919 auf Seiten der Bolschewiki am Russischen Bürgerkrieg teilnahm. Er trat 1924 der Kommunistischen Partei Russlands bei und arbeitete für das staatliche Außenhandelsunternehmen Gostorg.

### Besiedlung der Wrangelinsel
1926 beschloss die sowjetische Regierung, ihren Anspruch auf die Wrangelinsel an der Grenze der Ostsibirischen zur Tschuktschensee durch die Gründung einer Siedlung zu untermauern. Der kanadische Polarforscher Vilhjálmur Stefánsson hatte bereits 1921 einen Siedlungsversuch initiiert, um die kanadische Regierung zur Annexion der Insel zu bewegen. Vier der fünf Siedler waren aber bis 1923 tot. Ein zweiter Versuch des US-Amerikaners Charles Wells, mit 12 Eskimos aus Alaska auf der Insel zu leben, war 1924 durch ein sowjetisches Kanonenboot beendet worden. Nun bekam Uschakow den Auftrag, eine dauerhafte Besiedlung der Insel zu organisieren. 1926 setzte der Dampfer Stawropol 60 Personen auf der Wrangelinsel ab: 10 Eskimofamilien aus der Gegend von Prowidenija, Uschakow mit seiner Frau, einen Arzt mit seiner Frau und zwei russische Jäger mit ihren Familien. Sie errichteten eine Siedlung und eine Wetterstation an der Rodgersbucht, die zu Ehren ihres Gründers Uschakowskoje genannt wurde. Die Insel erwies sich als gutes Jagdrevier. Bis 1929, als Uschakow sie wieder verließ, wurden 500 Polarfüchse und 300 Eisbären erlegt und 2,5 t Walrosselfenbein erbeutet. Uschakow hatte Überlebenstechniken von den Eskimos erlernt und die Insel auf ausgedehnten Reisen kartiert. Uschakowskoje blieb bis 1997 bewohnt, dann wurden die letzten Bewohner nach Mys Schmidta umgesiedelt.

### Expedition nach Sewernaja Semlja
Während seines Aufenthalts auf der Wrangelinsel entwickelte Uschakow einen Plan für die Erforschung Sewernaja Semljas, das erst 1913 von der Hydrographischen Expedition des Nördlichen Eismeers unter Leitung von Boris Wilkizki nördlich von Kap Tscheljuskin entdeckt worden war. Wilkizki hatte aber nur die Süd- und Ostküste gesehen. Die Größe des Landes war nicht bekannt, und auch nicht, ob es sich um eine Insel oder um einen Archipel handelte. Pläne für Expeditionen hatte es schon vorher gegeben, z. B. von  Nikolai Pinegin (1883–1940), einem Teilnehmer an der Sedow-Expedition 1912–1915. Sie waren aber wegen der hohen Kosten nicht realisiert worden. Uschakow schlug nun eine sehr kostengünstige Variante vor. Die von ihm geführte Expedition würde auf die Überwinterung eines Schiffs und die üblichen Versorgungstrupps verzichten. Eine kleine Gruppe gut geschulter und erfahrener Teilnehmer sollte vom Frühjahr bis zum Herbst Erkundungstouren mit Hundeschlitten durchführen und die dunkle Jahreszeit nutzen, um Verpflegungsdepots für die nächste Saison anzulegen. Ernähren wollte er die Expedition hauptsächlich durch die Jagd, und zur Finanzierung wollte er mit den erbeuteten Pelzen selbst beitragen.
Es passte gut, dass die UdSSR 1929 eine Polarstation an der Stillen Bucht der zu Franz-Josef-Land gehörenden Hooker-Insel eingerichtet hatte. Im Sommer 1930 sollte die Stationsmannschaft mit Hilfe des  Eisbrechers Georgi Sedow ausgetauscht werden. Bei dieser Gelegenheit konnte man versuchen, Uschakows Expedition an der Westküste Sewernaja Semljas abzusetzen. Uschakows Vorschlag wurde innerhalb eines Monats angenommen und er selbst zum stellvertretenden Direktor des Instituts zur Erforschung des Nordens, dem späteren Arktischen und Antarktischen Forschungsinstitut. Seine Expeditionsmannschaft bestand aus dem Geologen Nikolai Urwanzew, der schon auf der Taimyrhalbinsel gearbeitet und selbst eine Expedition nach Sewernaja Semlja ins Auge gefasst hatte, dem Berufsjäger Sergei Schurawljow (1892–1937), der mehrere Winter auf Nowaja Semlja verbracht und Erfahrungen mit der Führung von Hundeschlitten hatte, und dem Funker Wassili Chodow (1908–1981). Die Sedow verließ Archangelsk unter der Leitung von Otto Schmidt am 15. Juli 1930. Nach dem Besuch der Hooker-Insel wurde die Karasee überquert und die Wiese-Insel entdeckt. Die Annäherung an Sewernaja Semlja erwies sich als schwierig. Uschakows Expeditionsteam wurde schließlich am 22. August auf der Insel Domaschni, einer der Sedow-Inseln, abgesetzt. Nach der Errichtung des Basislagers legte die Sedow wieder ab. Chodow blieb im Lager, während die anderen Männer eine erste Sondierung der Umgebung vornahmen, auf die Jagd gingen und Depots für spätere Reisen anlegten. Am 5. Oktober betrat Uschakow am Kap Hammer und Sichel als Erster die größte Insel des Archipels, die Oktoberrevolutions-Insel, und nahm das Land förmlich für die UdSSR in Besitz. Im Winter und im zeitigen Frühjahr 1931 legten Uschakow und Schurawlow auf fünf Schlittenreisen weitere Depots an, wobei sie die Oktoberrevolutions-Insel auch erstmals überquerten. Vom 23. April bis 29. Mai dauerte die erste Reise zur topografischen und geologischen Aufnahme des Archipels. Die Männer folgten zunächst der Nordwestküste der Oktoberrevolutions-Insel, setzten dann über die Straße der Roten Armee und folgten der Ostküste der Komsomolez-Insel bis Kap Molotow, dem nördlichsten Punkt der gesamten Inselgruppe, und anschließend der Westküste. Im Juni und Juli wurde die Küste der Oktoberrevolutions-Insel vollständig kartiert, im Frühjahr 1932 die der Bolschewik-Insel und im Juni die der Pionier-Insel. Nachdem Chodow per Funk den Abschluss der Arbeiten mitgeteilt hatte, machte Schmidt, der sich mit der Sibirjakow auf der ersten Durchfahrung der Nordostpassage innerhalb einer Navigationsperiode befand, einen Abstecher nach Domaschni und passierte anschließend unter Nutzung der ersten Kartenskizzen Sewernaja Semlja erstmals nördlich. Am 15. August 1932 traf Rudolf Samoilowitsch mit der Russanow ein und holte die Expeditionsteilnehmer nach Hause. Uschakows Expedition war außerordentlich erfolgreich. Urwanzew fertigte sehr genaue Karten Sewernaja Semljas an, die später nur wenig korrigiert werden mussten. Dafür waren 7000 km mit dem Hundeschlitten zurückgelegt worden.

### Rettung der Schiffbrüchigen derTscheljuskin

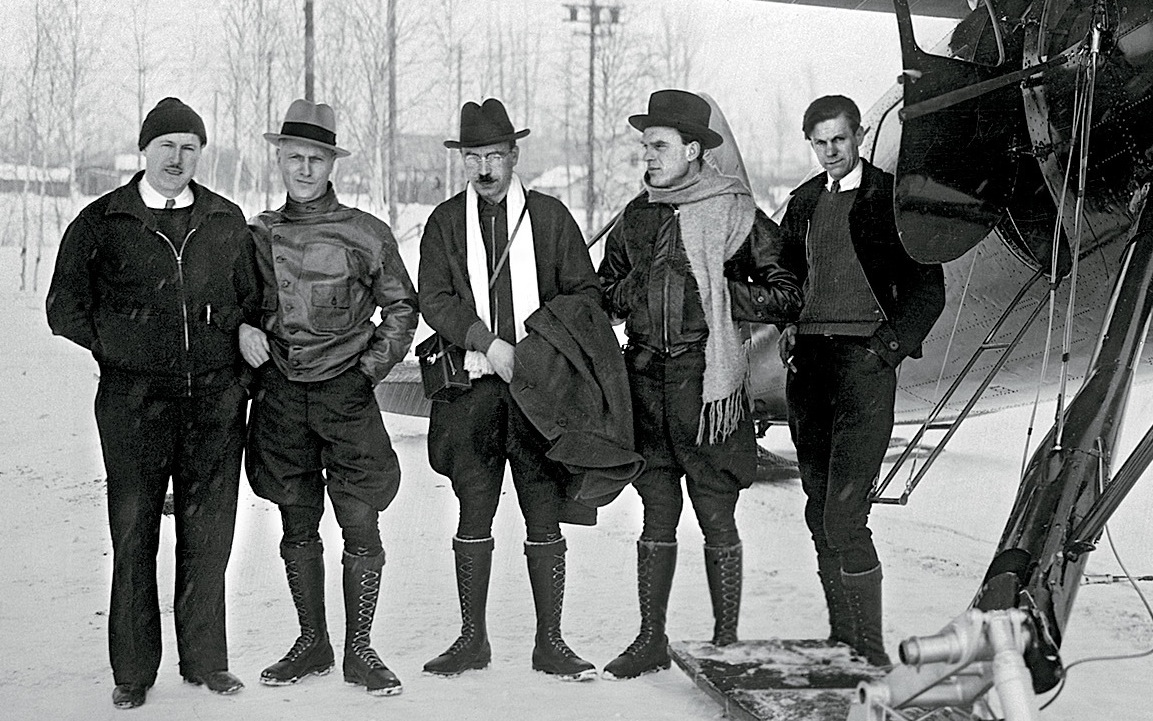
Uschakow in Alaska (in der Mitte zwischen Slepnjow und Lewanewski)

Im Dezember 1932 wurde die Hauptverwaltung Nördlicher Seeweg (Glawsewmorput) gegründet. Ihr erster Leiter war Schmidt und einer seiner zwei Stellvertreter Georgi Uschakow. Nachdem es 1932 gelungen war, die Nordostpassage mit einem Eisbrecher in einer Saison zu meistern, startete Glawsewmorput 1933 den Versuch, gleiches mit einem Frachtschiff zu wiederholen, um die Eignung des nördlichen Seewegs für den Güterverkehr nachzuweisen. Unter Kapitän Wladimir Iwanowitsch Woronin (1890–1952) und dem Expeditionsleiter Otto Schmidt erreichte die Tscheljuskin Anfang November die Beringsee, als sie vom Packeis eingeschlossen wurde und zurück in die Tschuktschensee driftete. Das Schiff sank am 13. Februar 1934 in der südlichen Tschuktschensee 120 km nordöstlich der Insel Koljutschin. 104 Passagiere und Besatzungsmitglieder konnten sich auf das Eis retten und warteten auf Hilfe. Uschakow begab sich selbst vor Ort. Er reiste mit den Fliegern Sigismund Lewanewski und Mawriki Slepnjow (1896–1965) über Europa nach Alaska und kaufte zwei Fleetster-Flugzeuge. Am 29. März kam er mit Lewanewski von Nome nach Wankarem und übernahm die Koordination der Rettungsarbeiten. Er nahm Funkkontakt zu Schmidt auf und organisierte Hundeschlitten, um Flugbenzin und Lebensmittel nach Vankarem zu holen. Am 7. April standen die ersten drei Flugzeuge zur Verfügung, und bis zum 13. April waren alle Schiffbrüchigen vom Eis geholt.

### Die erste sowjetische Expedition in die hohen Breiten
1935 führte Uschakow die Erste sowjetische Expedition in die hohen Breiten (russ. Первая советская высокоширотная экспедиция) mit dem Eisbrecher Sadko. Kapitän des Schiffs war Nikolai Nikolajew (1897–1958), der 1934 mit der Lütke erneut die Fahrt durch die Nordostpassage geschafft hatte, diesmal von Ost nach West. Ziel der Expedition war es, näheren Einblick in die meteorologischen und ozeanografischen Verhältnisse im arktischen Becken zu erhalten, der für die Nutzung der nördlichen Seeroute dringend benötigt wurde. An Bord der Sadko befanden sich 28 Wissenschaftler, die unter der Leitung des Ozeanologen Nikolai Subow (1885–1960) arbeiteten. Das Schiff war für die Reise umgebaut worden und enthielt zahlreiche gut ausgestattete Laboratorien. Vor allem für die Aufklärung der Eisverhältnisse waren zwei Flugzeuge an Bord, ein vom bekannten Polarflieger Michail Babuschkin geflogenes Amphibienflugzeug Schawrow Sch-2 und ein kleines Schwimmerflugzeug der Firma Heinkel. Für den Fall, dass die Sadko im Eis einfrieren sollte wie ein Jahr zuvor die Tscheljuskin, hatte das Schiff Proviant für zwei Jahre sowie einige Fertighäuser geladen. Es waren auch drei Schlitten und 35 Schlittenhunde an Bord, die wieder von Schurawljow betreut wurden.
Die Sadko verließ Archangelsk am 8. Juli 1935 und steuerte am Nordkap vorbei zur Südspitze Spitzbergens. Im Abstand von jeweils 30 Meilen wurden die Maschinen gestoppt und ozeanografische, biologische und meteorologische Beobachtungen vorgenommen. Vom Sørkapp fuhr das Schiff direkt nach Westen in die Grönlandsee, über die ein Raster von Stationen gelegt wurde. Anschließend passierte die Sadko Spitzbergen auf einem nördlichen Kurs und fuhr in die Barentssee ein. Später konnten auf der Basis von Luftbildaufnahmen aus den beiden Flugzeugen einige Korrekturen an der Karte Nordostlands vorgenommen werden. Östlich von Kvitøya lenkte Kapitän Nikolajew die Sadko nach Süden, um zu vermeiden, dass das Schiff vom Eis eingeschlossen wurde. Mit südöstlichem Kurs wurde Nowaja Semlja erreicht, von wo in Richtung Norden Franz-Joseph-Land angefahren wurde. Eine Landung auf der kaum erforschten und nur grob kartierten Graham-Bell-Insel misslang, als das Küsteneis plötzlich in Bewegung geriet. Am 1. September wurde in der Karasee eine noch unbekannte Insel von 324 km² Fläche entdeckt, die den Namen Uschakow-Insel erhielt. Nördlich von Sewernaja Semlja gelang es der Sadko, den Kontinentalschelf zu verlassen und in das arktische Bassin vorzustoßen. Seit Fridtjof Nansens Fram-Expedition war das keinem Expeditionsschiff mehr gelungen. Am 13. September wurde bei 82° 41′ 6″ Nord und 87° 4′ Ost die nördlichste Breite bestimmt, die bis dahin von einem frei schwimmenden Schiff erreicht worden war. Die Meerestiefe betrug hier 2365 m.

### Weiteres Leben
1936 wurde Uschakow der erste Direktor des neu geschaffenen Hydrometeorologischen Dienstes der UdSSR. Unter seiner Leitung, die bis 1939 währte, wurden weitere Wetterstationen in der Arktis geschaffen und die Beobachtungsmethoden modernisiert. 1937 vertrat er sein Land auf der Internationalen Konferenz für Luftfahrtmeteorologie in Paris. Uschakow war Chefredakteur der Zeitschriften Sowjetskaja Arktika (1935–1941) und Meteorologija i Gidrologija (1937–1939). 1940 bis 1957 besetzte er verschiedene wichtige Posten bei der Akademie der Wissenschaften der UdSSR. Von 1943 bis 1945 war er stellvertretender Direktor des Instituts für Angewandte Geophysik. Anschließend gründete er mit Pjotr Schirschow das Institut für Meereskunde der Akademie der Wissenschaften und wurde dessen stellvertretender Direktor. Auf Antrag mehrerer bedeutender Wissenschaftler wie Otto Schmidt, Nikolai Subow  oder Wladimir Obrutschew wurde Uschakow 1950 der Doktortitel zuerkannt, ohne dass er eine Dissertation verteidigen musste.
An Uschakow, der zahlreiche Auszeichnungen, darunter den Orden des Roten Banners der Arbeit, den Leninorden und den Orden des Roten Sterns, erhielt, erinnern heute eine ehemalige Ortschaft und ein Kap auf der Wrangelinsel, die Uschakow-Insel in der Karasee, die Uschakow-Nunatakker im ostantarktischen Enderbyland und ein Fluss auf der Insel Oktoberrevolution.
Uschakow starb in Moskau, wurde aber auf der Insel Domaschni begraben.

## Schriften
- Робинзоны острова Врангеля, 1931
- Unbekanntes Inselland. Brockhaus, Leipzig 1954 (russisch: По нехоженой земле. Moskau und Leningrad 1951. Übersetzt von Horst Wolf).
- Остров метелей, 1972